# Árumegállító jog
Az árumegállító jog egyes középkori európai városok kiváltságként elnyert joga. Az ezzel rendelkező városok a területükön áthaladó kereskedőket megállásra kötelezhették és árujuk eladására kényszeríthették.
Ennek a jognak a középkori szóhasználatnak jobban megfelelő neve a lerakat joga (lerakati jog, lerakodási jog).

## Elnevezése
Míg a magyar történetírás általában az árumegállító jog elnevezést használja erre a jogra, a középkori forrásokban általában a lerakat megfelelőjét használták. Latin nyelvű szövegekben depositio, német területen Stapel vagy Niederlag elnevezést használtak. Angliában is a némethez hasonló staple kifejezést használták.

## Változatai
Az árumegállító jog több különböző formában jelent meg. Többféle szempontból vizsgálhatjuk a különbségeket.
- Kire vonatkozik? Nem minden város kiváltsága terjedt ki minden kereskedőre. Egyes városok (pl. Magyarországon Sopron) csak a belföldi kereskedőket, mások (pl. Kassa vagy Szeben) csak a külföldieket állíthatták meg.[2]
- Továbbviheti-e az árut a kereskedő? Míg egyes városokban minden oda érkező árut el kellett adnia a kereskedőnek, addig más városokban csak bizonyos ideig kellett vásárba bocsátani, ezt követően továbbutazhattak.[2]
- Milyen árura vonatkozik? Egyes városok csak bizonyos árucsoportok esetén alkalmazhatták a kirakodási jogot. Pl. Szucsány a lengyel sót, Sopron az Ausztriából származó sót állíthatta meg.[2]
- Kikerülhető-e a város? Aki nem akar egy adott városban túladni portékáján, megpróbálhatja azt kikerülni. Ennek elkerülésére egyes települések adott körzeten belül érvényesíthették árumegállító jogukat, nem csak a városba belépő kereskedőkön. Pl. akik a Szepességbe mentek, azoknak először Lőcsére kellett vinniük árujukat.[2]

## Szerepe a középkori kereskedelemben
A középkori kereskedők általában nem szállították árujukat több országon keresztül.
Az árumegállító joggal rendelkező városok megállásra kényszerítették a kereskedőt, aki a városban köteles volt felajánlani áruját vételre.
A kötelezettség mellett lehetőségeket is biztosítottak ezek a városok. Ezeket lerakó helyeknek, az árucsere helyének nevezik a források. A kereskedők a hatóságok, Magyarországon a kamaraispán, az érsek embere, a tárnokmester embere és mások tudtával szabadon kereskedhettek. Ez azt jelentette, hogy nem csak a hivatalos fizetőeszközzel, a kamara pénzeivel fizessenek, ami más helyeken kötelező volt. Ezen kívül a vásároktól függetlenül mindennap folyhatott az árucsere.
Az árumegállító jog hatására az érintett településeken árulerakatok jöttek létre. Ezeken a gócpontokban cseréltek gazdát az országhatárt átlépő termékek. Mind a helyi, mind a távolról jövő áruval érkező kereskedők számára biztosított előnyöket ez a megoldás:
- A külföldről származó áruk nagy tételben cserélhettek gazdát.
- A helyidegen kereskedő egy ilyen helyen biztos vásárlóközönségre talált.
- A helyi kereskedők előnyhöz jutottak a továbbértékesítés terén.

A lerakatok a középkor során széles körben elterjedtek, bár időnként egy-egy kereskedő (csoport) megpróbálkozott ennek a megkerülésével.

### Alkalmazása Magyarországon
Magyarországon először Esztergom városában alakult ki lerakat. Ez a helyzet spontán módon jött létre, nem támasztotta alá királyi kiváltságlevél. Esztergom a 13. század közepéig az ország egyik központja volt, emellett, egyes vélemények szerint, a 11. században itt működött az ország egyetlen pénzverdéje is, ezért a külföldi kereskedők csak itt tudtak pénzt váltani.
Székesfehérvár mint első modern értelemben vett városunk, a középkori Magyar Királyság egyik fővárosa már a III. István által kiadott, később fehérvári jog néven elhíresült joggyűjtemény első kiváltságoltjaként a 12. század közepétől kezdve rendelkezett árumegállító joggal.
Legközelebb kiváltságlevélben rögzített lerakodási jogot IV. Béla adományozott Pestnek. A pesti polgárság nagy része Budára menekült egy későbbi tatár betörés hatására és magukkal vitték a kiváltságot is, amely így Budára szállt át. Buda szerepének megerősödésével Esztergom már nem tudta érvényesíteni kiváltságlevéllel nem alátámasztott jogát.
Az Árpád-korban ezeken kívül még Győr rendelkezett árumegállító joggal. Itt az Ausztria felé vagy onnan utazó kereskedőknek kellett az árujukat kirakodni.
Később még számos jelentős város kapott ilyen kiváltságokat, például Sopron, Kassa, Nagyszeben, Brassó és Lőcse. Ezek egy része csak bizonyos (pl. csak belföldi vagy csak külföldi) kereskedőkre vonatkozott.

### Bécs
Bécs 1221-ben kapott lerakati jogot VI. Lipót osztrák herceg kiváltságlevelével. A kiváltságlevél két márka büntetés terhe mellett megtiltotta a „svábföldi, regensburgi és passaui” kereskedőknek, hogy árujukat Magyarországra vigyék. Úgy tűnik, ennek ellenére akadtak német kereskedők, akik Magyarországra árut szállítottak, ugyanis IV. Béla vámtarifája külön megemlíti őket. Ezt több okkal is próbálták magyarázni, kereskedői szövetségektől nemesfémhiányon át a szabályozás (és Bécs városának) megkerülhetőségéig.
Mikor Ausztria Habsburg kézre került, I. Rudolf először eltávolította a délnémet kereskedőket külön említő passzust az 1277-ben megerősített kiváltságlevélből. 1278-ban a cseh királlyal kiújult háborúja hatására azonban Bécs kiváltságait kiegészítette útkényszerrel. Nem sokkal később, 1281-ben, a bécsi kiváltságokat valamelyest visszafogta Rudolf fia, Albert, például nem csak bécsi polgároknak adhatták el árujukat a Bécsbe érkező kereskedők. 1297-ben már meg sem említik a bécsi lerakatot, azt 1312-ben állította vissza Szép Frigyes. 1351-ben azután II. Albert jogilag kikezdhetetlen, útkényszerrel összekötött szigorú lerakodási jogot adományozott Bécsnek.
A bécsi árumegállító jogot nem csak a német kereskedők, a magyarok és a csehek is szerették volna kikerülni. Az 1335-ös visegrádi királytalálkozón Károly Róbert magyar és Luxemburgi János cseh király megegyezett egy Bécset elkerülő útvonal kiépítésében.

### Anglia
Egy 1353-as rendelet a következő angliai városokat sorolta fel mint árumegállító joggal rendelkező helyeket:  Newcastle upon Tyne, York, Lincoln, Norwich, Westminster, Canterbury, Chichester, Winchester, Exeter és Bristol. Rajtuk kívül az angol koronához tartozó Írországban Dublin, Waterford, Cork, és Drogheda, Walesben pedig Carmarthen rendelkezett ezzel a joggal.